# Orguz
Orguz är en ort i Bosnien och Hercegovina.   Den ligger i entiteten Federationen Bosnien och Hercegovina, i den sydvästra delen av landet, 120 km väster om huvudstaden Sarajevo. Orguz ligger 721 meter över havet och antalet invånare är 4 371.
Terrängen runt Orguz är varierad. Närmaste större samhälle är Livno, 13,0 km nordost om Orguz. 
Omgivningarna runt Orguz är en mosaik av jordbruksmark och naturlig växtlighet. Runt Orguz är det ganska tätbefolkat, med 93 invånare per kvadratkilometer.